# 希洛斯
希洛斯（羅馬化：Hyllos）是希臘神話中的人物。

## 人物
希洛斯是赫拉克勒斯與德伊阿妮拉之子，手足包含瑪卡利亞、克提西普斯、奧涅提斯、格雷諾斯。是赫拉克勒斯后裔的祖先之一。曾與迈锡尼國王歐律斯透斯交戰並獲勝。
希洛斯與艾兒麗的兒子是克里奧戴烏斯，他是阿里斯托馬庫斯的父親。

## 神話
神話故事中，宙斯原本打算讓赫拉克勒斯統治阿爾戈斯、斯巴達和皮洛斯，但因赫拉的忌妒，和助產女神埃雷圖亞計謀之下，讓原本屬於赫拉克勒斯的領地落入了歐律斯透斯之手。而害怕權力和土地被奪走，歐律斯透斯長期迫害赫拉克勒斯的子女以穩固他的地位。

### 邁錫尼戰爭
赫拉克勒斯去世後，他的子女受到歐律斯透斯的迫害幾經流亡。起初，希洛斯選擇依附在特拉基斯的君主刻宇克斯身邊，但由於歐律斯透斯的威脅，希洛斯被迫離開特拉基斯，最終逃到於雅典馬拉松的宙斯神廟尋求庇護。當時的雅典國王得摩豐向赫勒克勒斯的子女承諾不會拋棄他們。知曉此事的歐律斯透斯，向得摩豐要求交出赫拉克勒斯的子女時卻遭到拒絕，隨後歐律斯透斯選擇向雅典發動戰爭，希洛斯和他的軍隊與邁錫尼方進行了全面對決。
希洛斯的軍隊得知了一個神諭：「讓有著珀耳塞福涅血統的女兒為祭品，將會獲得勝利」。於是赫拉克勒斯的女兒瑪卡利亞，為了神諭選擇自我犧牲。年邁的伊奧勞斯向天上的赫拉克勒斯和他的妻子赫伯祈禱，隨即兩顆星星從天空墜落，黑雲籠罩著伊奧勞斯的周圍。被黑雲所包圍的伊奧勞斯瞬間變得年輕，向敵方展現出他的應有的力量，並擊敗許多邁錫尼的士兵，迫使歐律斯透斯走投無路。在斯克戎之岩周遭捕捉了歐律斯透斯，並由阿爾克墨涅處決。

### 征服與撤退
在打敗歐律斯透斯後，希洛斯和他的手足為了擴張領土選擇進攻伯羅奔尼撒半島。然而，疫情在半島各地蔓延，希洛斯諮詢神諭後得知，原因是他比注定的命運還要早回到伯羅奔尼撒。希洛斯不情願地撤離伯羅奔尼撒，返回馬拉松。